# Dayron Robles
Dayron Robles (Guantánamo, 19. studenog, 1986.) je kubanski atletski sprinter koji trči na disciplini 110 metara s preponama. U Ostravi je 12. lipnja 2008. postavio svjetski rekord s 12,87 sekundi. Robles je držao svjetski rekord do 7. rujna 2012., kada je rekord srušio Amerikanac Aries Merritt.
Osvajač je i zlatne Olimpijske medalje iz Pekinga.